# Гартування

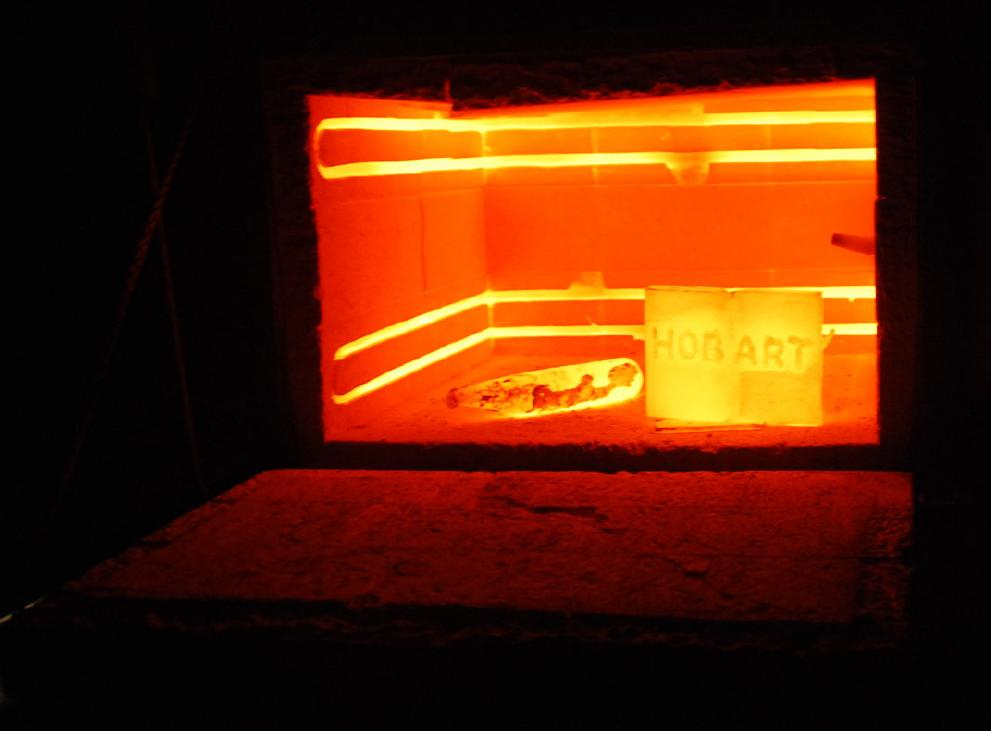
Нагріті деталі у термопечі перед гартуванням

Гартува́ння, гарт (від нім. hart — «твердий», можливо, через пол. hart) — це зміцнювальна термічна обробка, яка полягає в нагріві матеріалів (виробів) до температур вище від критичних точок (температури поліморфного перетворення або температури, при якій в матриці розчиняються фази, що існують за низької температури), витримці і подальшому охолодженні зі швидкістю більшою за критичну з метою фіксації високотемпературного стану матеріалу.
Гартуванню в основному піддають сплави металів (наприклад, сталь, алюмінієві і титанові сплави) і скло. Мета гартування сталей  — одержати мартенситну структуру з рівномірним розподілом вуглецю й підвищити твердість та міцність сталі. Гартування сталі проводять спочатку нагріванням виробу вище від температури фазового перетворення у структуру аустеніту, після чого виріб охолоджують зі швидкістю, достатньою для переходу у нерівноважну структуру (мартенсит), яка виключає можливість дифузійного розпаду аустеніту в перлітній і бейнітній областях. Найменша швидкість охолодження, що забезпечує розвиток мартенситного перетворення, називається критичною і залежить від вмісту у сталі вуглецю та легувальних елементів (чим складнішим є хімічний склад сталі, тим нижчою є критична швидкість охолодження). Мінімальна швидкість охолодження вуглецевих сталей, при якій не відбувається розпад аустеніту (критична швидкість), становить 150…300 °С/с. Мартенситне перетворення відбувається в умовах безперервного охолодження в інтервалі температур початку та кінця перетворення.

## Історія
Про гартування заліза у холодній воді згадує Георг Агрікола в своїй роботі De Re Metallica (1556 р.) .

## Загальні положення
Головні параметри процесу гартування:
- температура нагріву;
- час нагрівання витримування при заданій температурі;
- середовище, в якому нагрівають виріб;
- швидкість охолодження.
- режим відпуску.

Гартування не є остаточною операцією термічного оброблення. Щоб зменшити крихкість і внутрішні напруження в матеріалі, спричинені гартуванням, й отримати потрібних механічних властивостей, сталь після гартування обов'язково піддають відпусканню при 100…650 °C. Інструментальну сталь піддають гартуванню й відпусканню з метою підвищення твердості, зносостійкості та міцності, а конструкційну — для підвищення міцності, твердості, пластичності та ударної в'язкості.

## Вибір температури нагрівання
Доевтектоїдні сталі при гартуванні нагрівають до температури на 30…50 °C вище за точку A3 (див. Діаграма стану сплавів залізо-вуглець). У цьому випадку сталь з вихідною структурою перліт-ферит при нагріванні набуває аустенітної структури, яка при подальшому охолодженні зі швидкістю вищою за критичну перетворюється у мартенсит. Гартування від температур, що відповідають інтервалу A1-A3 не застосовують.
Заевтектоїдні сталі під гартування нагрівають дещо вище (на 15…20°) за температуру точки A1. При такому нагріванні утворюється аустеніт при збереженні деякої кількості вторинного цементиту. Після охолодження структура сталі складається з мартенситу й нерозчинних частинок карбідів, що характеризуються високою твердістю. Верхню межу температури гартування для більшості заевтектоїдних сталей обмежують через ріст зерна, що створює умови для крихкого руйнування.

## Тривалість нагрівання при гартуванні
Тривалість нагрівання визначається необхідністю забезпечення прогрівання виробу по перерізу й завершення фазових перетворень у матеріалі, але не повинна бути надто великою, щоб не спричинити росту зерна та зневуглецьовування поверхневих шарів сталі. Загальна тривалість нагрівання обумовлюється формою і розміром виробу, типом печі, складом і властивостями сталі тощо і часто підбирається дослідним шляхом. Емпірично можна прогнозувати наступні інтервали нагрівання на 1 мм перерізу деталі: в електропечі 1,5…2 хв; у плазмовій печі 1 хв; у сольовій ванні 0,5 хв; у свинцевій ванні 0,1…0,15 хв.
Тривалість витримування при заданій температурі нагрівання для деталей машин часто приймають у діапазоні 15…25 % від тривалості наскрізного прогрівання.

## Середовища нагрівання при гартуванні
Під час нагрівання та витримки при високій температурі внаслідок взаємодії металу з атмосферним середовищем (киснем, воднем, вуглекислим газом) відбуваються окисно-відновні реакції, що призводять до вигоряння вуглецю в поверхневих шарах та утворення оксидів.
Інтенсивність окиснення та зневуглецювання сталі залежить від температури та тривалості нагрівання, складу навколишнього середовища і складу сталі. При температурах, що перевищують 500 °С, сталь починає інтенсивно окислюватись, але при швидкому нагріванні окислення сталі незначне. Наприклад, при нагріванні деталей струмами високої частоти на відкритому повітрі через малу тривалість нагрівання (3…7 с) окиснення практично відсутнє.
Робочий простір нагрівальних печей звичайно заповнюють такі гази: СО2, СО, О2, Н2, Н2О, N2, СН4. Складові пічної атмосфери по-різному впливають на сталь. Так газ СО2 окиснює сталь, О2 і Н2О — окиснюють і зневуглецьовують СО і СН4 — навуглецьовують, Н2 — зневуглецьовує і відновлює оксиди заліза.
За певних температур і співвідношень у пічній атмосфері газів; можна домогтися навуглецювання, окиснення, зневуглецьовування або відновлення сталі.
Нагрівання деталей при термічній обробці проводять в термічних печах (камерних, шахтних, методичних, електричних, печах-ваннах). Щоб зменшити окиснення і зневуглецювання деталей, в печі подають контрольовані атмосфери, які містять значну кількість відновників, наприклад, суміш марки КГ складається з 20 % СО, з 20 % Н2, 60 %N2; атмосфера ПСО-06 містить 10 % CO; 15…16 % H2, 0,05…1,5 % CH4, 68…72 % N2, яка отримується частковим спалюванням природного газу, суміш ПСО-09 — 2 % CO; 2 % H2, 96 % N2, яка отримується майже повним спалюванням природного газу та ін.
Дедалі більше використовують нагрівання у вакуумі (зазвичай 10−2…10−3 мм рт. ст., іноді 10−4…10−6 мм рт. ст.), особливо для корозієстійких, жароміцних, електротехнічних і спеціальних сталей і сплавів.
Ефективним способом захисту деталей та інструментів від окислення є нагрівання у ваннах з розплавленим свинцем або розплавах солей (BaCl2), (NaNO3+KNO3), (NaOH+KOH)).

## Способи гартування
- Загартування в одному охолоджувачі — нагріту до певних температур деталь занурюють у гартівну рідину, де вона залишається до повного охолодження. Цей спосіб застосовується при загартуванні нескладних деталей з вуглецевих і легованих сталей.

- Переривчасте гартування (у двох середовищах) — цей спосіб застосовують при загартуванні високовуглецевих сталей. Деталь спочатку швидко охолоджують у швидкоохолоджувальному середовищі (наприклад воді) до температури дещо вищої від температури мартенситного перетворення, а після цього в повільно охолоджувальному. У результаті цього зменшуються внутрішні напруження, що виникають при гартуванні. Переривчасте гартування сталі проводять при швидкому охолодженні сталі при температурі 700…400 °С у воді, а потім повільному охолодженні від температури 400…300 °С до кімнатної в оливі або повітрі.

- Гартування із самовідпуском. У цьому випадку охолодження виробу у гартівному середовищі переривають, з тим щоб у серцевині виробу залишилась ще деяка кількість теплоти. Завдяки теплообміну температура в охолоджених поверхневих шарах підвищується й вирівнюється з температурою серцевини, яка залишилась незагартованою. У результаті відбувається самовідпускання у поверхневих шарах. Застосовують для таких інструментів, як зубила, слюсарні молотки, керни тощо, що працюють з ударними навантаженнями й повинні поєднувати високу твердість на поверхні з підвищеною в'язкістю всередині.

- Ступінчасте гартування — загартування, при якому деталь охолоджується в гартівному середовищі, що має температуру вище від мартенситної точки (переважно 180…250 °C) для даної сталі. При охолодженні і витримуванні в цьому середовищі деталь, яка гартується повинна досягнути у всіх точках перетину температури гартувальної ванни. Потім проводять остаточне, зазвичай повільне (на повітрі), охолодження, під час якого і відбувається загартування, тобто перетворення аустеніту в мартенсит із збереженням залишкового аустеніту. При ступінчастому загартуванні через присутність значної кількості залишкового аустеніту зменшуються об'ємні зміни, жолоблення та небезпека появи тріщин. У результаті відбувається деяке знеміцнення матеріалу і збільшення його пластичності. Використовується для швидкорізальних сталей та правки виробів, схильних до жолоблення. Ступінчасте гартування вуглецевих сталей може бути застосоване лише для виробів діаметром до 8…10 мм, оскільки швидкість охолодження крупніших виробів у середовищі з температурою вищою за температуру мартенситного перетворення виявляється нижчою за критичну швидкість гартування й відбувається розпад аустеніту при високих температурах.

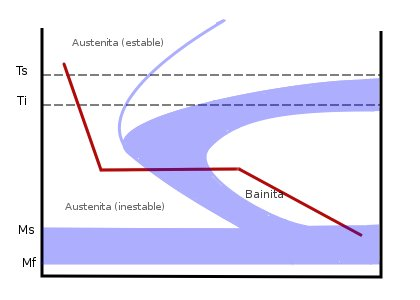
Термокінетична діаграма ізотермічного гартування. Червоним кольором позначена лінія охолодження

- Ізотермічне гартування. На відміну від ступінчастого загартування при ізотермічному слід витримувати сталь в гартівному середовищі з температурою вищою за температуру мартенситного перетворення стільки часу, щоб встигло закінчитися ізотермічне перетворення аустеніту. За такої витримки відбувається розпад аустеніту з утворенням нижнього бейніту. Для вуглецевих сталей ізотермічне гартування не дає суттєвого покращення механічних властивостей у порівнянні із звичайним гартуванням та відпуском.
- Поверхневе загартування — термічна обробка гартуванням, при якій гартується лише поверхневий шар виробу на задану глибину, тоді як серцевина виробу залишається незагартованою. В результаті поверхневий шар має високу міцність і твердість, а серцевина виробу залишається пластичною і в'язкою, що забезпечує високу зносостійкість і одночасно стійкість до динамічних навантажень. В промисловості знайшли застосування наступні методи поверхневого гартування:
  - загартування з індукційним нагріванням струмами високої частоти (СВЧ) при масовому обробленні сталевих виробів;
  - загартування з електроконтактним нагріванням;
  - газополуменеве поверхневе загартування з нагріванням полум'ям газових чи ацетилен-кисневих пальників (температура полум'я може перевищувати 3000 °С) для одиничних крупних виробів;
  - загартування в електроліті для невеликих деталей у масовому виробництві;
  - лазерне загартування, що дозволяє суттєво збільшити зносостійкість та контактну міцність.

Усі перелічені способи, якими здійснюється поверхневе загартування сталей мають спільне те, що поверхневий шар деталі нагрівають до температури вищої за критичну точку A3 (див. діаграма стану сплавів залізо-вуглець), а потім швидко охолоджують з отриманням у поверхневому шарі структури мартенситу (загартованої сталі).

## Дефекти при гартуванні
При гартуванні сталі можуть виникати такі дефекти:
- Недостатня твердість загартованої деталі — може бути наслідком занизької температури нагрівання, малої витримки при робочій температурі або недостатньої швидкості охолодження. Виправлення дефекту: нормалізація або відпал з наступним гартуванням; застосування охолоджувального середовища із більшою швидкістю охолодження.
- Перегрів пов'язаний з нагріванням виробу до температури, що значно перевищує необхідну температуру нагрівання під гартування. Перегрів супроводжується утворенням крупнозернистої структури, в результаті чого підвищується крихкість сталі. Виправлення дефекту: відпал (нормалізація) і наступне гартування з необхідною температурою.
- Перепал виникає при нагріванні сталі до температур, близьких до температури плавлення (1200…1300 °С) в окиснювальній атмосфері. Кисень проникає всередину сталі, і по границях зерен утворюються оксиди. Така сталь стає крихкою і виправити її неможливо.
- Окиснення та зневуглецьовування сталі характеризуються відповідно утворенням циндри на поверхні деталей та вигоранням вуглецю у поверхневих шарах. Цей вид браку термічної обробки є невиправним. Якщо дозволяє припуск на механічну обробку, окиснений чи зневуглецьований шар слід видалити шліфуванням. Щоб уникнути цього виду браку, деталі рекомендується нагрівати в печах із захисною атмосферою.
- Жолоблення й тріщини — результат внутрішніх механічних напружень. Під час нагрівання й охолоджування сталі спостерігаються об'ємні зміни, які залежать від температури і структурних перетворень (перехід аустеніту у мартенсит супроводжується зростанням об'єму до 3 %). Неодночасність перетворення по об'єму деталі внаслідок різних розмірів її перетинів та швидкостей охолодження по перетину веде до появи значних внутрішніх напружень.

## Гартування сплавів кольорових металів
Сплавами кольорових металів, що їх загартовують, є найчастіше алюмінієві, магнієві та нікелеві. Гартування сплавів кольорових металів ґрунтується на явищі змінної розчинності компонентів в основному металі. Різке охолодження сплаву в області максимальної розчинності приводить до отримання пересиченого твердого розчину, що характеризується високою пластичністю і підвищеними (порівняно з рівноважним станом) твердістю й міцністю. При наступному нагріванні до 50…100 °C (старінні) відбувається виділення дрібнодисперсних надлишкових фаз, що супроводжується значним зміцненням та зниженням пластичності.

## Гартування скла
Загартоване скло — отримують із звичайного листового скла шляхом нагрівання до температури гартування (650…680 °C) з наступним швидким рівномірним охолодженням холодним повітрям з обох боків. В результаті такої обробки у поверхневих шарах скла утворюються залишкові механічні напруження стиску, що забезпечують його підвищену меанічну міцність, термотривкість та безпечність при руйнуванні.